# Dienst Toeslagen
Dienst Toeslagen is een Nederlandse overheidsorganisatie die valt onder de verantwoordelijkheid van het ministerie van Financiën. Ze is uitvoeringsorgaan van de wetten en regelingen rondom de huurtoeslag, zorgtoeslag, kinderopvangtoeslag en het kindgebonden budget die samen het toeslagenstelsel vormen. Voor ondersteuning bij administratieve handelingen wordt gebruikgemaakt van het Toeslagen Verstrekking Systeem (TVS).
Op basis van het toeslagenstelsel werd in 2022 voor een bedrag van € 15,7 miljard aan toeslagen uitgekeerd. Ruim twee derde van de Nederlandse huishoudens, 5,7 miljoen, ontving dat jaar een toeslag. De uitkeringen die binnen het bereik van de Dienst Toeslagen vallen waren onderwerp van de zogenaamde toeslagenaffaire.
De uitkeringen die deze dienst verwerkt, moeten worden onderscheiden van een toeslag op grond van de Toeslagenwet, met als uitvoeringsorgaan het Uitvoeringsinstituut Werknemersverzekeringen (UWV), die een aanvulling is op werknemersverzekeringen als Werkloosheidswet (WW) en Wet op de arbeidsongeschiktheidsverzekering (WAO).

## Regels

### De toeslagen
Als sociale voorziening zijn er vier soorten toeslagen, elk gebaseerd op een eigen wet, die worden verstrekt namens drie verschillende ministeries:
- Huurtoeslag voor het ministerie van Infrastructuur en Milieu
- Zorgtoeslag voor het ministerie van Volksgezondheid, Welzijn en Sport
- Kinderopvangtoeslag en het kindgebonden budget (kgb) voor het ministerie van Sociale Zaken en Werkgelegenheid

De rechtsgrond voor de verschillende toeslagen is te vinden in de Algemene wet inkomensafhankelijke regelingen (Awir). In de Wet op de huurtoeslag, Wet op de zorgtoeslag, Wet kinderopvang en kwaliteitseisen peuterspeelzalen en de Wet op het kindgebonden budget (WKB) zijn de taken per toeslag nader uitgewerkt.

## Organisatie
De Dienst Toeslagen is een directoraat-generaal bij het ministerie van Financiën. Hij bestaat uit acht directies waarvan de twee bekendste zijn 'Toeslagen Regulier' en 'Uitvoeringsorganisatie Herstel Toeslagen' (ook wel 'Uitvoeringsdienst Herstel Toeslagen' genoemd; afkorting van beide: UHT). De eerste richt zich op het uitkeren van de toeslagen en de tweede op het herstel van eerdere misstanden (de toeslagenaffaire). De overige zes zijn ondersteunend en richten zich op bijvoorbeeld de bedrijfsvoering en ketenregie.
De organisatie bestaat in 2024 uit ongeveer 3500 ambtenaren waarvan ongeveer 1500 werkzaam zijn voor de Uitvoeringsorganisatie Herstel Toeslagen en ongeveer 1500 voor Toeslagen Regulier. Dit zijn aanzienlijk meer ambtenaren dan de 900 die in 2016 werkzaam waren bij de organisatie. Sinds mei 2024 is Coen van de Louw de directeur-generaal. Daarvoor was vanaf 2021 Ditte Hak de directeuren-generaal.

## Toeslagenaffaire
Dienst Toeslagen staat niet zo goed bekend naar aanleiding van de zogenaamde Bulgarenfraude in 2010, een reeks fraudegevallen die in de pers en landelijke politiek sterk werd vergroot. Hoewel de fraude door de Dienst al was ontdekt en werd vervolgd, besloot de toenmalige regering, breed ondersteund door de Tweede Kamer, tot een hard fraudebeleid waarbij door politieke en ambtelijke keuzes een grote groep inwoners van Nederland die afhankelijk waren van toeslagen, onrechtvaardig hard werden gedupeerd. Soms zo ernstig dat hun levens werden ontwricht. Dit kwam bekend te staan als de toeslagenaffaire. Er is een veelvoud van redenen aan te wijzen die tot de misstanden voerden. Bezien vanuit de Dienst Toeslagen speelde onder meer een rol, dat na de economische crisis van 2008 op veel overheidsorganisaties werd bezuinigd, ook bij de Belastingdienst/Toeslagen. Daarnaast kreeg de organisatie opdracht inkomsten te genereren uit op te leggen sancties. Deze sancties werden opgelegd aan mensen die naar het oordeel van de dienst onterecht toeslagen hadden ontvangen. Daarnaast moest goedkoop personeel worden ingezet om de werkzaamheden te verrichten, dat vaak onvoldoende was opgeleid om met bestuursrechtelijk ingewikkelde kwesties als beleidsvrijheid om te gaan, waardoor meer fouten dan voorheen werden gemaakt. Dit waren enkele onderbelichte oorzaken van de toeslagenaffaire.

## Sinds 2021
Sinds 1 januari 2021 is Dienst Toeslagen een zelfstandig directoraat-generaal die het verleden probeert te herstellen en zijn imago probeert te verbeteren. Door omslachtige wetgeving blijft het voor mensen onduidelijk of zij aan de voorwaarden voldoen. Daarnaast zorgen inkomenswijzigingen, verkeerd geschatte inkomsten, te veel door burgers opgegeven opvanguren of te hoge ingeschatte huurtarieven achteraf voor terugvorderingen die het imago van Toeslagen schaden.
Het herstel verloopt langzaam en is volgens berichtgevingen pas afgehandeld omstreeks 2030. Dit is inclusief de afhandeling van bezwaarschriften en beroepsprocedures. Volgens de organisatie zijn in 2025 alle gedupeerden integraal behandeld. 95 procent van de ouders wist in 2023 al of zij recht hadden op de 30.000 euro (Catshuisregeling). De oorzaak van de trage afhandeling ligt enerzijds bij gecompliceerde wetgeving en politieke toezeggingen zoals de Catshuisregeling. Anderzijds ligt de oorzaak ook bij een veel hoger aantal mensen dat zich heeft aangemeld als mogelijk gedupeerd, dan op voorhand werd geschat. Ongeveer 68.246 ouders hebben zich aangemeld, waarvan ongeveer 33.000 mensen (gegevens van januari 2024) ook daadwerkelijk gedupeerd zijn. Van de 95 procent die reeds een eerste toets (Catshuisregeling) of integrale beoordeling hebben gehad is ongeveer 50 procent ook daadwerkelijk gedupeerd blijkt uit deze eerste toetsen en integrale beoordelingen.
Door de versnelling die Dienst Toeslagen moest inzetten ten aanzien van de toekenning van compensatie, zijn ook daadwerkelijke fraudeurs in aanmerking gekomen voor de 30.000 euro (Catshuisregeling) hier zitten mensen tussen van de Bulgarenfraude en het dossier appelbloesem. Omdat het kabinet de gedupeerden een bedrag wilde geven met de zekerheid dat dit niet teruggevorderd zou worden, is dit niet in de wet geregeld, waardoor bij deze fraudeurs de onterecht ontvangen compensatie niet teruggevorderd kan worden.

## Toekomst
De toekomst van Dienst Toeslagen is ongewis. In het regeerakkoord van kabinet-Rutte IV was het plan opgenomen om toeslagen af te schaffen. Alle partijen die zetels hebben behaald in de Tweede Kamer bij de verkiezingen van 2023 hebben in hun plannen staan om toeslagen af te schaffen of aanzienlijk aan te passen. Dit is echter een proces dat jaren gaat duren door de wijze waarop een groot deel van Nederland afhankelijk is geworden van toeslagen. Anno 2024 wordt enkel de kinderopvangtoeslag geïnventariseerd om deze te vervangen door een andere regeling. Voor de huurtoeslag zijn slechts enkele kleine aanpassingen verricht.

## Medezeggenschap
DG Toeslagen heeft een eigen ondernemingsraad met 13 zetels. Door de groei van de organisatie sinds de splitsing van de Belastingdienst is de medezeggenschap van Toeslagen uitgebreid naar een Ondernemingsraad met twee onderdeelcommissies. Deze twee onderdeelcommissies richten zich op de twee grootste directies, te weten: Toeslagen regulier en Uitvoeringsorganisatie Herstel Toeslagen.
Omdat Dienst Toeslagen onder het ministerie van Financiën valt, zijn twee leden vanuit de Ondernemingsraad van Dienst Toeslagen afgevaardigd naar de departementale ondernemingsraad (DOR) van het ministerie.